# Cornelis de Wael

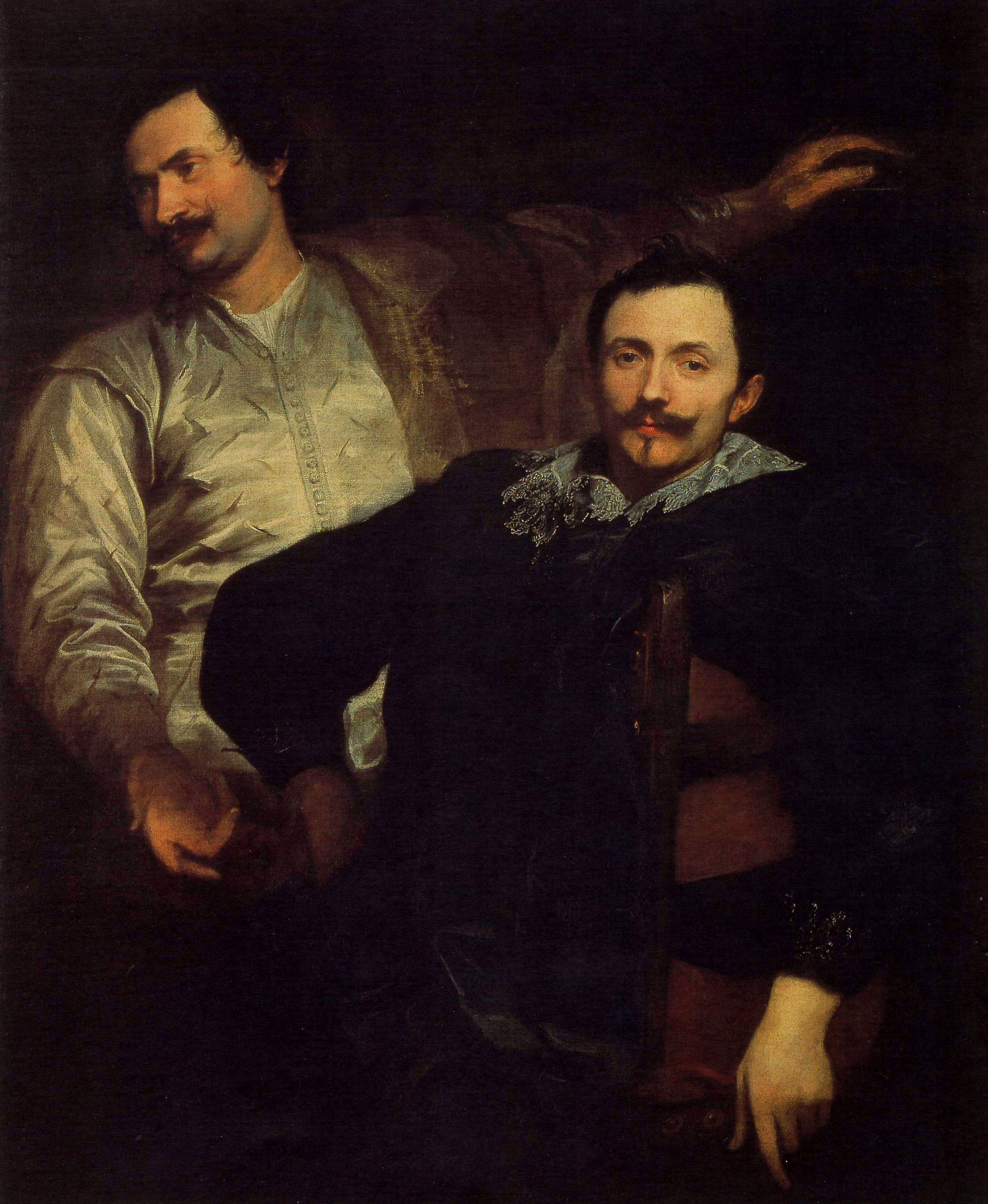
Anton van Dyck: Lucas und Cornelis de Wael (1627 ?), Musei Capitolini, Rom. Cornelis ist der Herr vorne rechts.

Cornelis de Wael (* 1592 in Antwerpen; † 1667 in Rom) war ein flämischer Maler, Kupferstecher und Kaufmann.
Cornelis de Wael war vor allem in Genua (Italien) tätig. Er ist für seine Genrebilder  bekannt. sein Werk besteht vorrangig aus Schlachtszenen, Historienbildern und Stillleben. Durch sein künstlerisches Schaffen, seine Unterstützung von in Italien tätigen flämischen Malern und seine Rolle als Kunsthändler spielte er eine wichtige Rolle im künstlerischen Austausch zwischen Italien und Flandern in der ersten Hälfte des 17. Jahrhunderts. Sein Werk hatte Einfluss auf einheimische Maler wie Alessandro Magnasco, insbesondere durch seine Szenen von Verzweiflung und Ironie.

## Leben

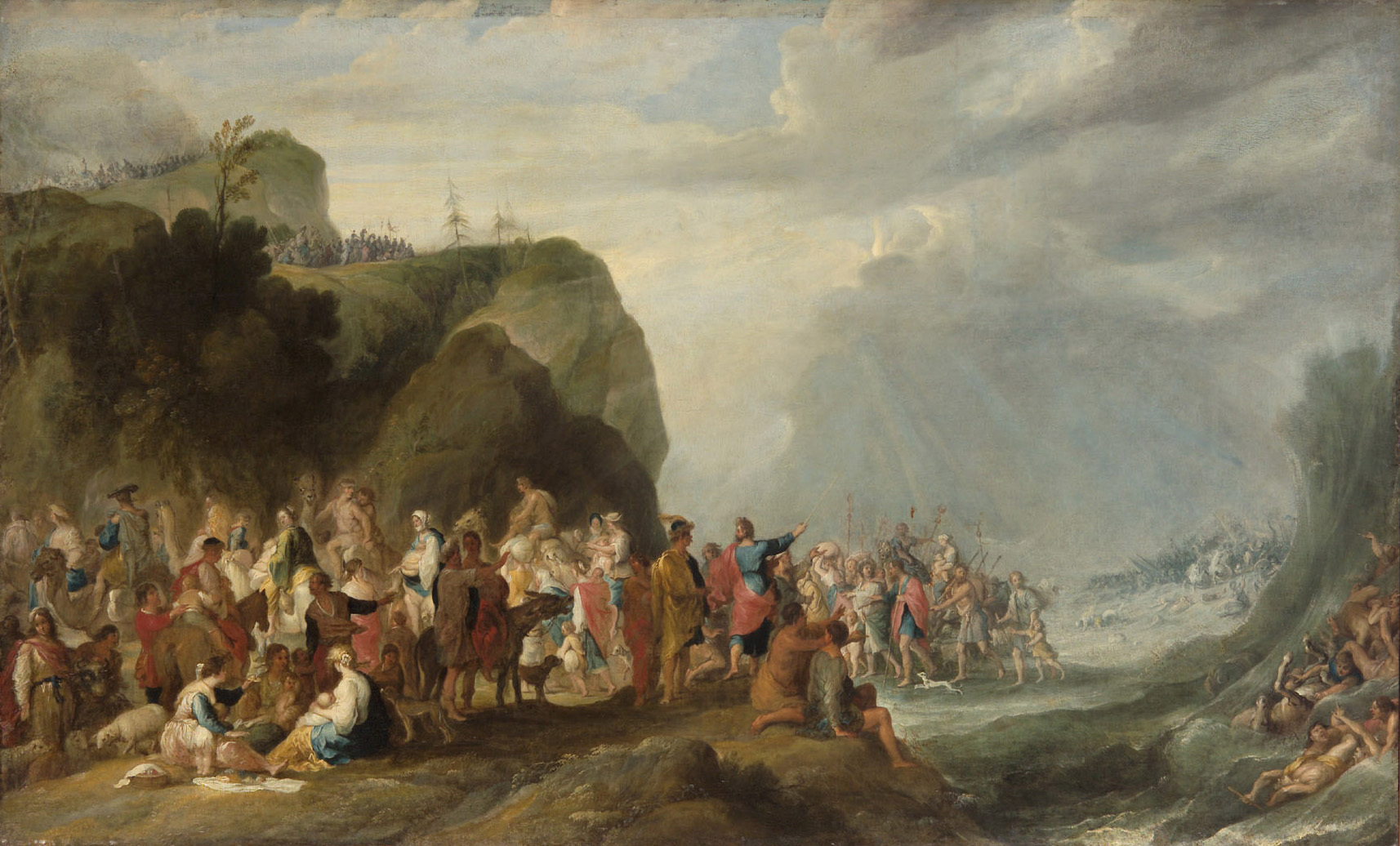
Durchzug durch das Rote Meer

Cornelis de Wael wurde als Sohn des Malers Jan de Wael I. (1558–1633) in eine Künstlerfamilie in Antwerpen geboren. Seine Mutter Gertrude de Jode stammte ebenfalls  aus einer Künstlerfamilie: Ihr Vater war der Kartograph Gerard de Jode und ihr Bruder Pieter de Jode der Ältere, ein Kupferstecher.
1619 wanderte er mit seinem älteren Bruder Lucas de Wael (1591–1661), ebenfalls einem Maler, nach Italien aus. Sie hielten sich zunächst in Genua und dann in Rom auf, wo sie mit den Mitgliedern der Bentvueghels, einer Vereinigung von hauptsächlich niederländischen und flämischen Künstlern, die in Rom tätig waren, in Kontakt kamen. 1627 wurde Cornelis Mitglied der Accademia di San Luca, einer angesehenen Künstlervereinigung in Rom, die sehr strenge Aufnahmekriterien hatte. Die Brüder kehrten 1628 nach Genua zurück, wo Cornelis den größten Teil seines Lebens verbrachte, während sein Bruder Lucas 1628 nach Antwerpen zurückkehrte. Genua war zu dieser Zeit ein attraktives Ziel für Künstler, da der Wettbewerb zwischen den Künstlern dort weniger intensiv war als in den führenden kulturellen Zentren Rom, Florenz und Venedig, während Genua eine blühende Hafenstadt war, in der eine große Anzahl von potenziellen Kunden und Sammlern lebte.

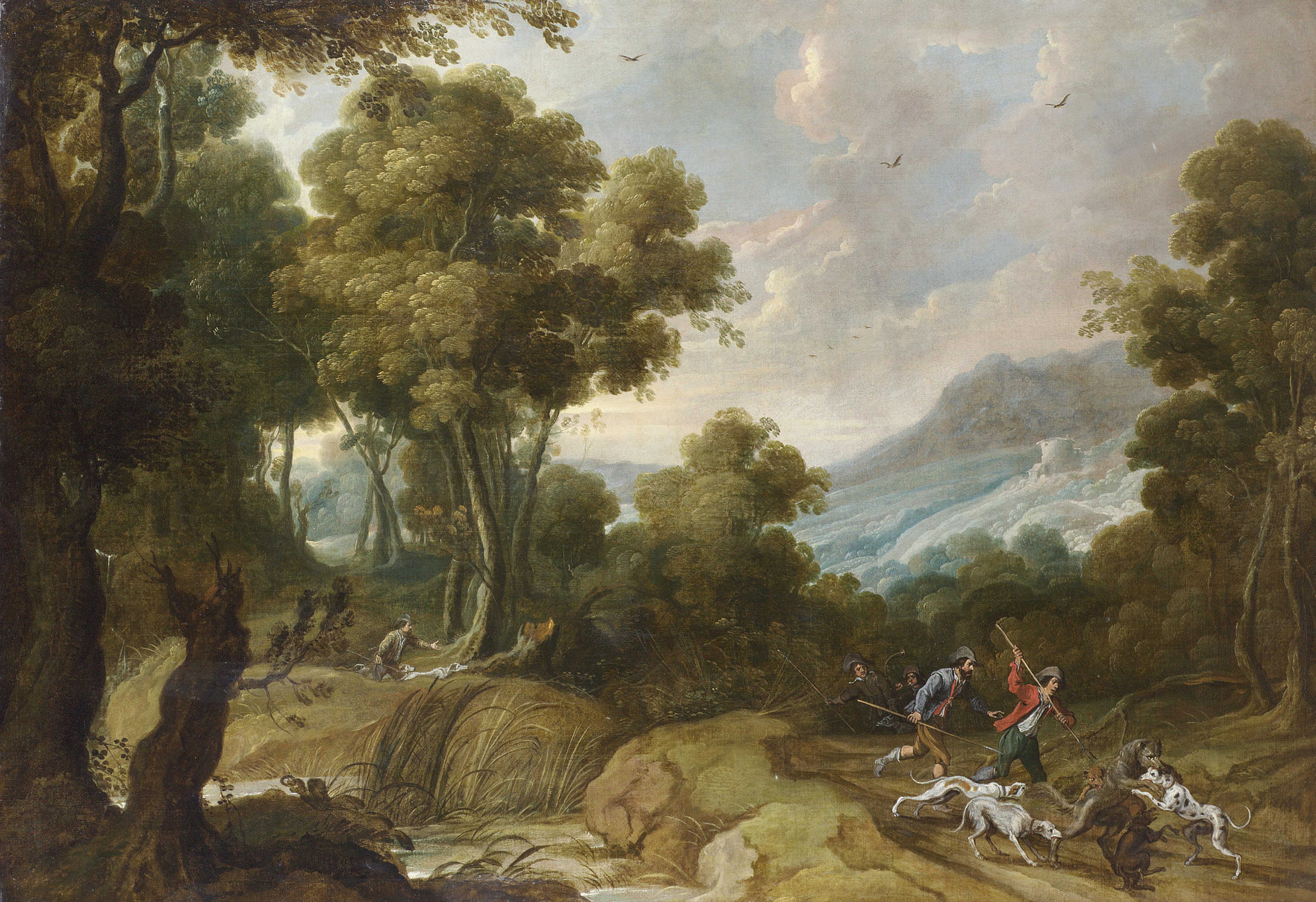
Waldlandschaft mit Jägern und ihren Hunden, die einen Wolf angreifen, Zusammenarbeit mit Jan Wildens

Die Werkstatt der Brüder de Wael in Genua wurde zum Zentrum der Kolonie flämischer Künstler, die in der Stadt wohnten oder auf der Durchreise waren. Diese flämischen Künstler konnten von der Arbeit und der künstlerischen Aktivität profitieren, die ihre Werkstatt anlockte. Die Brüder stellten eine Wohnung, Materialien und Werkzeuge zur Verfügung, sie halfen ihren Landsleuten bei der lokalen Integration, gaben Empfehlungen an Kunden weiter und formulierten Wettbewerbsregeln. Einige flämische Künstler, die Genua besuchten, wurden zu ihren Mitarbeitern. Dies ist der Fall des Marinemalers Andries van Eertvelt, der von 1628 bis 1630 in Genua dokumentiert ist, wo er bei de Wael lebte und sein Mitarbeiter wurde. Van Eertvelts Schüler Gaspar van Eyck, der von 1632 bis 1640 in Genua arbeitete, war ebenfalls Mitarbeiter von de Wael. Als Anthony van Dyck Genua besuchte, wohnte er bei den Brüdern. Während man früher glaubte, dass Cornelis einer von van Dycks engsten Mitarbeitern in der Stadt war, hat die neuere Forschung vorgeschlagen, dass es wahrscheinlicher ist, dass diese Rolle von dem flämischen Maler Jan Roos gespielt wurde, mit dem signierte Kollaborationen erhalten sind. Van Dyck malte ein Porträt der Brüder de Wael (Pinacoteca Capitolina, Rom), das später von Wenzel Hollar gestochen wurde. Der flämische Maler Jan Brueghel der Jüngere hielt sich von Oktober bis Dezember 1622 bei den Brüdern de Wael in Genua auf. Der Stilllebenmaler Pieter Boel wohnte bei de Wael in der zweiten Hälfte der 1640er Jahre und nach seiner Rückkehr nach Antwerpen heiratete er eine Nichte de Waels.

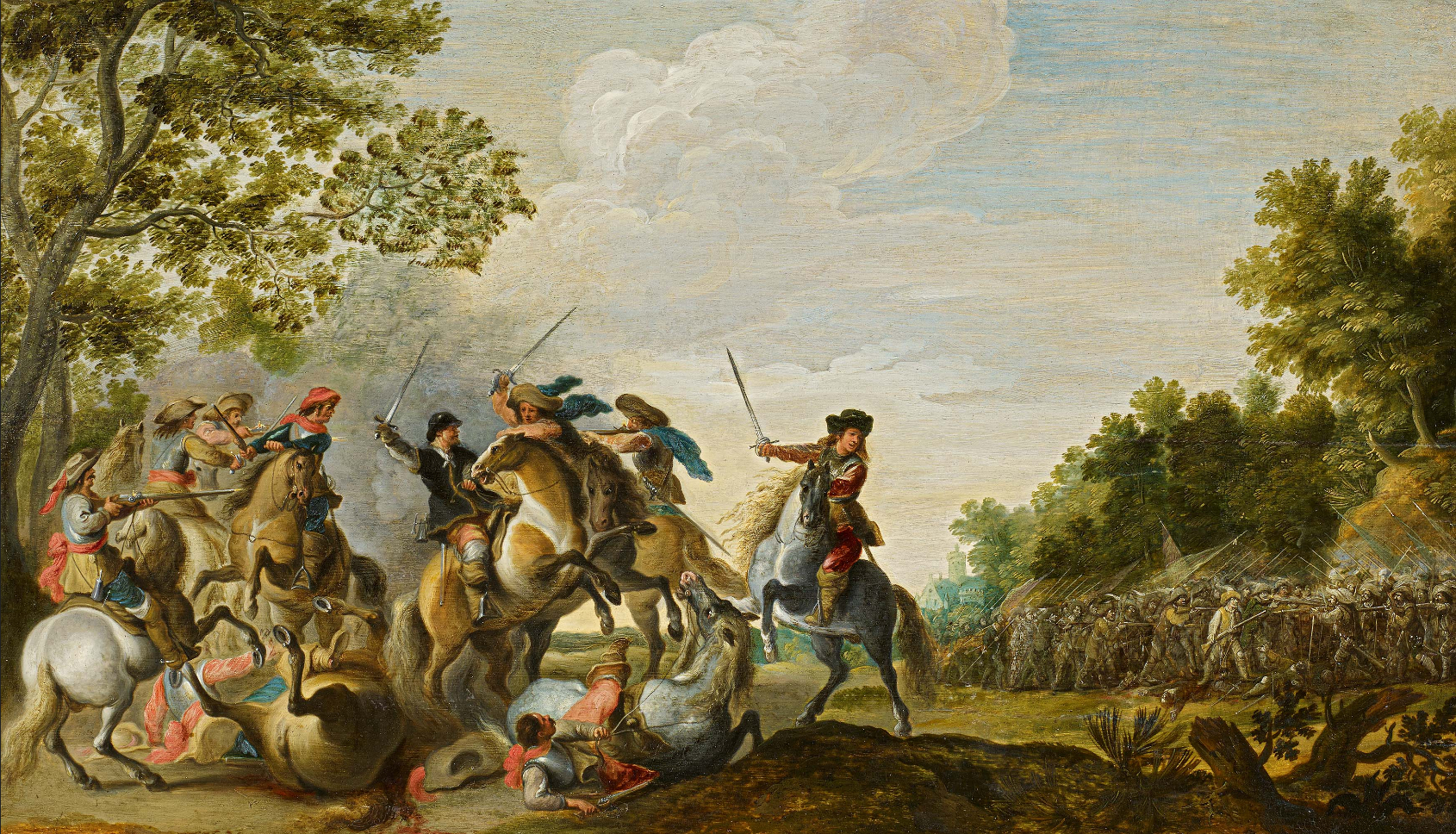
Reiterschlacht

Am 21. Oktober 1642 erhielt Cornelis die genuesische Staatsbürgerschaft. Er war in Handelsaktivitäten mit seiner Heimatstadt Antwerpen involviert und handelte mit einer Vielzahl von Waren. Als Kunsthändler spielte er eine wichtige Rolle bei der Einführung von Rembrandts Grafiken in Genua und Rom. Sein Bruder Lucas kehrte später nach Antwerpen zurück und spielte eine wichtige Rolle bei diesen Geschäftsaktivitäten.
Cornelis ließ sich um 1656 dauerhaft in Rom nieder, um einem Ausbruch der Pest in Genua zu entgehen. Hier malte er weiter und betrieb Handel. Von 1664 bis 1666 war er Prior der Gemeinde San Giuliano dei Fiamminghi, die flämische Bewohner Roms unterstützte.
Es gab eine große Nachfrage nach den Arbeiten von Cornelis de Wael. Zu seinen Gönnern gehörten die reichen Patrizier der Regierung der Republik Genua sowie Philipp III. von Spanien und Philipp Karl, 3. Graf von Arenberg.
Zu den Schülern von de Wael gehörten sein Neffe Jan Baptist de Wael (der Sohn von Lucas), der flämische Maler Jan Hovaert (auch bekannt als Giovanni Hovart, Giovanni di Lamberto, Giovannino del su Lamberto, Jan Lambertsz Houwaert) und Antonio Rinaldi.
Er starb 1667 in Rom. Zeitgenössische Berichte beschreiben ein beeindruckendes Begräbnis, an dem etwa 400 flämische Künstler teilnahmen, die Teil der römischen Malerkolonie waren.

## Arbeiten

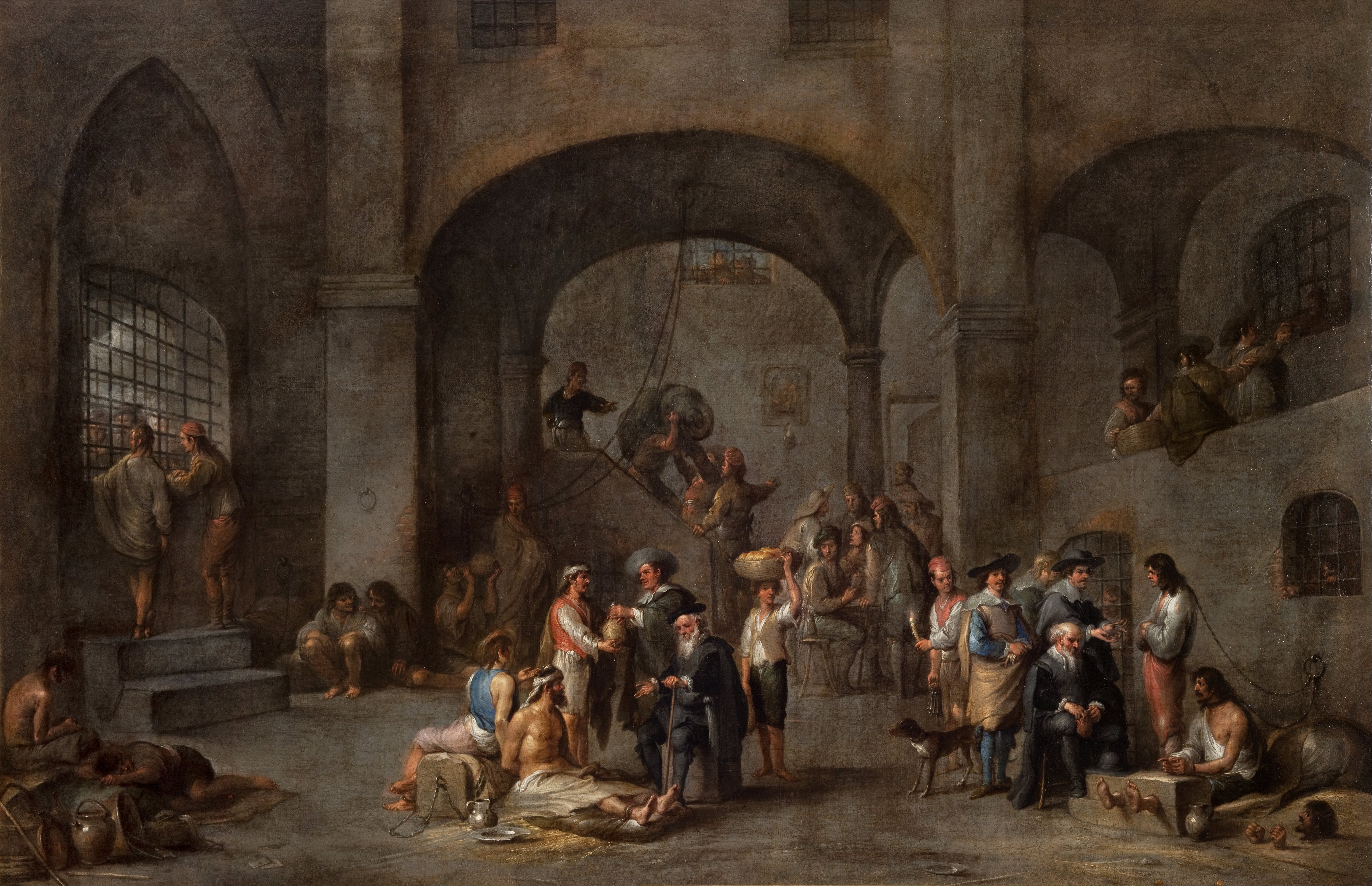
Gefangene besuchen

De Wael war ein vielseitiger Künstler, der Radierungen, Gemälde und Zeichnungen anfertigte und möglicherweise sogar Wandteppiche entwarf. De Wael arbeitete in den verschiedensten Genres. Es ist schwierig, die Entwicklung seines Malstils nachzuvollziehen, da nur ein signiertes Werk von ihm erhalten ist. Andererseits ist eine Reihe von signierten oder beschrifteten Zeichnungen erhalten geblieben. Sein Werk lässt sich in zwei Hauptlinien einteilen: die Werke in der so genannten „großen Manier“, die nicht öffentlich zur Schau gestellt wurden, und die Werke in der „kleinen Manier“. Letztere waren von mittlerem, kleinem und sehr kleinem Format und wurden von einer großen Anzahl von Figuren bevölkert und zeigen den Einfluss der flämischen Maltradition und der Genrebilder der „Bamboccianti“. Die Bamboccianti waren eine lose Gruppe von hauptsächlich niederländischen und flämischen Genremalern, die in Rom ansässig waren und das Alltagsleben der unteren Schichten in Rom und auf dem Land zum bevorzugten Thema ihrer Bilder machten. De Wael malte auch religiöse Werke, wie die Gemäldeserie zum Thema der „Werke der Barmherzigkeit“.
Cornelis de Wael war ein spezialisierter Maler von Schlachtszenen. Eine Reihe dieser Gemälde, die Schlachten zu Lande (wie die Belagerung von Ostende, im Museo del Prado) und zu Wasser (wie die Schlacht zwischen Christen und Türken, im Museo Poldi Pezzoli) darstellen, sind erhalten geblieben. Die breite Komposition einiger seiner militärischen Werke steht derjenigen der führenden flämischen Kriegskünstler Pieter Meulener und Adam Frans van der Meulen nahe, während ihre statische Qualität an die Arbeiten von Sebastian Vrancx  erinnert.

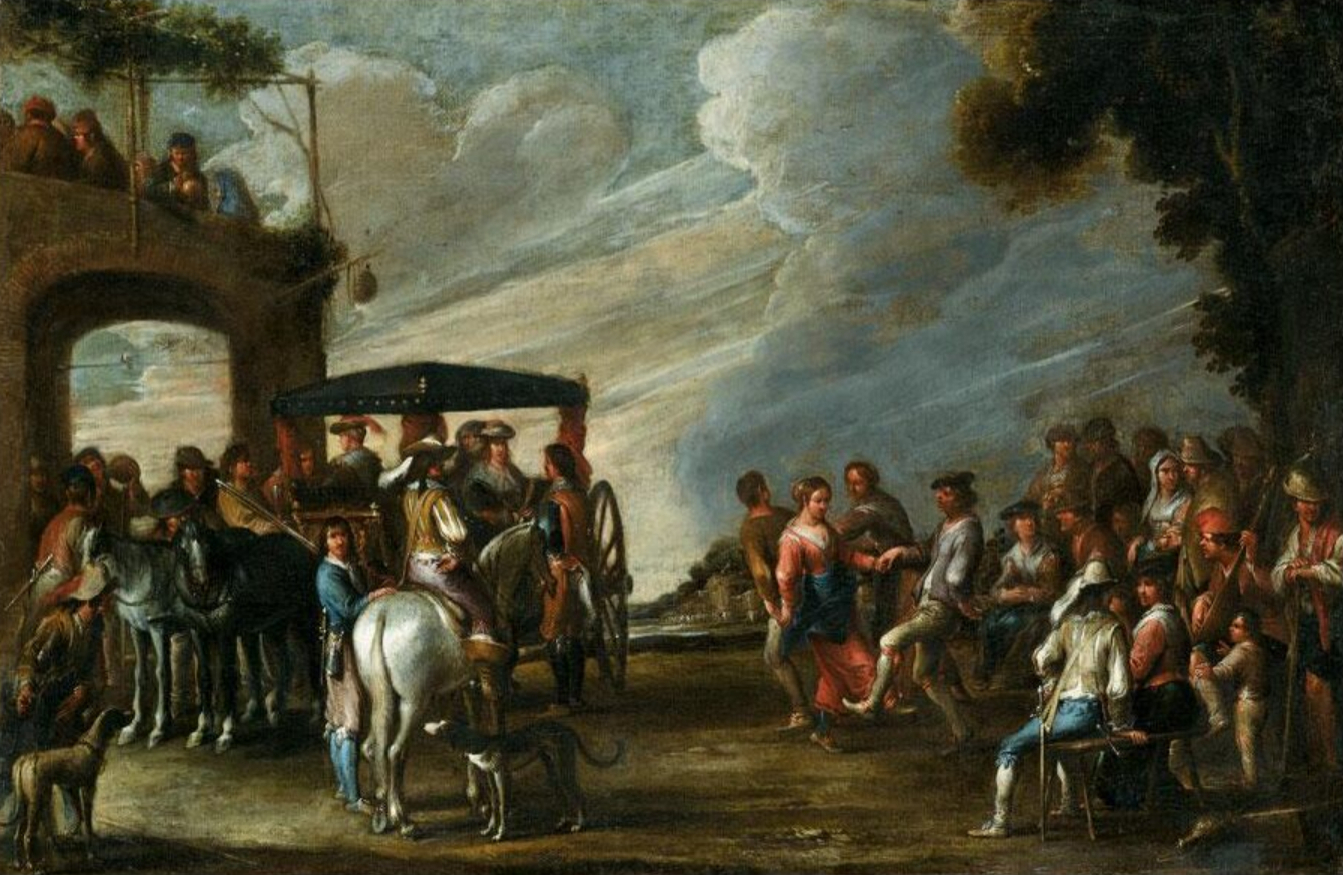
Landschaft mit Damen, die vor einer Taverne aus einer Kutsche absteigen, zusammen mit fröhlichen und tanzenden Figuren

Cornelis de Wael könnte auch als Porträtmaler tätig gewesen sein. Zwei verschollene Porträtgemälde eines 32-jährigen Mannes und einer 20-jährigen Frau, die 1873 bei einem Verkauf in Paris auftauchten, waren angeblich signiert und 1637 datiert. Zwei Porträts von Männern auf Pferden wurden in einem Inventar aus dem 17. Jahrhundert erwähnt, aber ihr aktueller Standort ist nicht bekannt.  Es gibt eine Porträtstudie einer Frau von de Wael im Britischen Museum. Das Porträt von Luca Giustiniani, Doge der Republik Genua (Musée de Bastia), das ihm früher zugeschrieben wurde, ist jetzt seinem Schüler Jan Hovaert zugeschrieben.
Er arbeitete sowohl mit van Dyck als auch mit anderen flämischen Künstlern wie dem Landschaftsmaler Jan Wildens zusammen. Kollaborationen mit genuesischen Künstlern waren häufig. De Wael oder jemand aus seinem Kreis malte die Staffage in den Landschaften des italienischen Landschaftsmalers Giovanni Battista Vicino. In vielen seiner Schlachtenszenen und Hafenansichten malte sein Bruder Lucas die Landschaften, während Cornelis wiederum die Figuren zu Lucas’ Bildern hinzufügte.

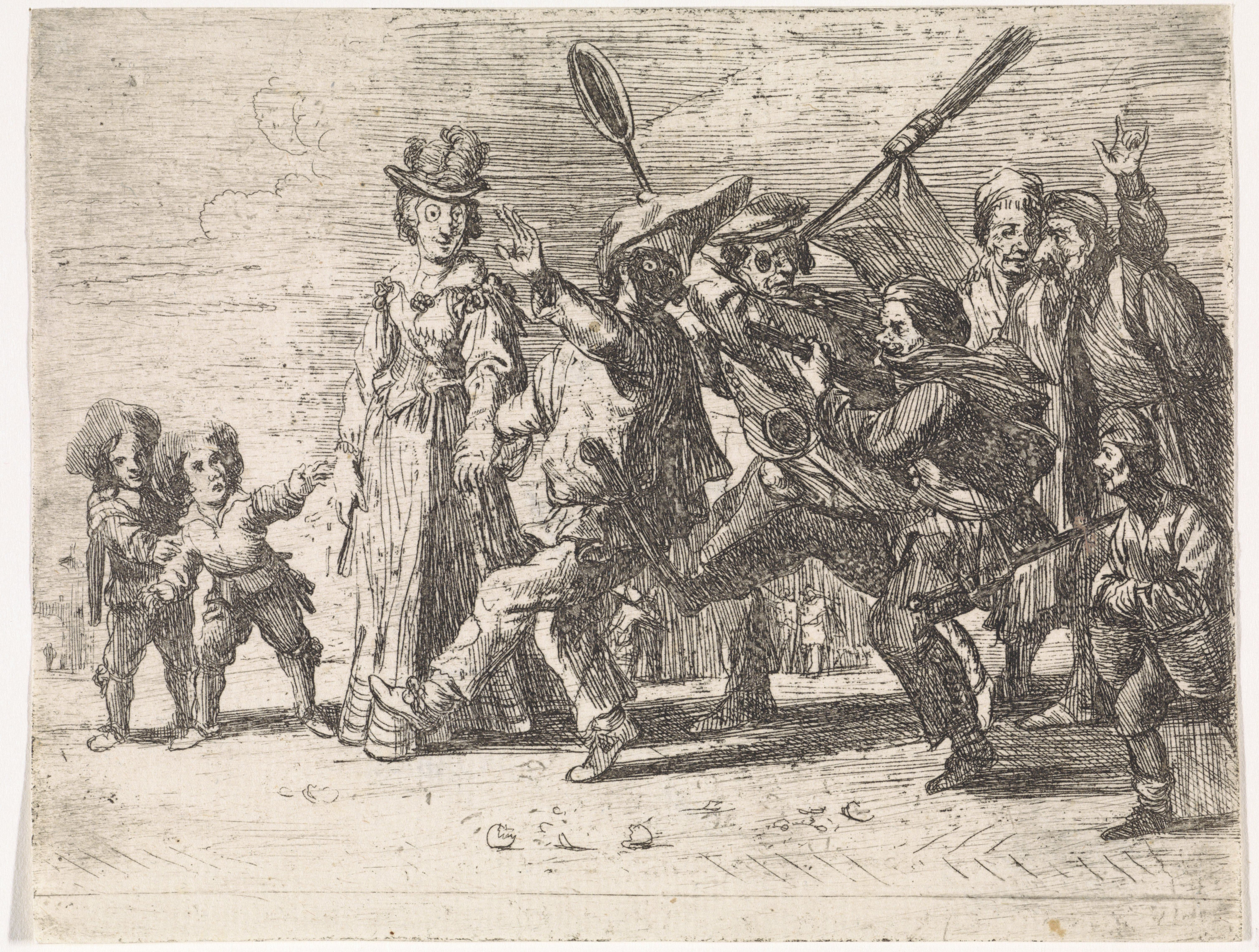
Maskerade

Er hinterließ viele Zeichnungen, von denen sich einige in den Sammlungen des Louvre und des British Museum befinden. Das Britische Museum besitzt ein Album mit 53 Zeichnungen aus den Jahren 1640–1650, die hauptsächlich militärische Themen behandeln. Diese Zeichnungen sind in der Regel direkt und oft signiert oder beschriftet. Viele seiner Zeichnungen mit religiösen Themen wurden von seinem Neffen Jan Baptist de Wael in Drucke umgesetzt. Der Antwerpener Kupferstecher Melchior Hamers stach häufig nach den Entwürfen von de Wael. Der Antwerpener Kupferstecher und Verleger Alexander Voet der Ältere veröffentlichte Stiche nach Entwürfen von de Wael, wie z. B. die Serie der Vier Jahreszeiten und der Fünf Sinne. De Wael stach auch seine eigenen Grafiken. Das British Museum besitzt eine Serie von 19 Drucken mit Genreszenen, die von Maarten van den Enden in Antwerpen herausgegeben wurden.

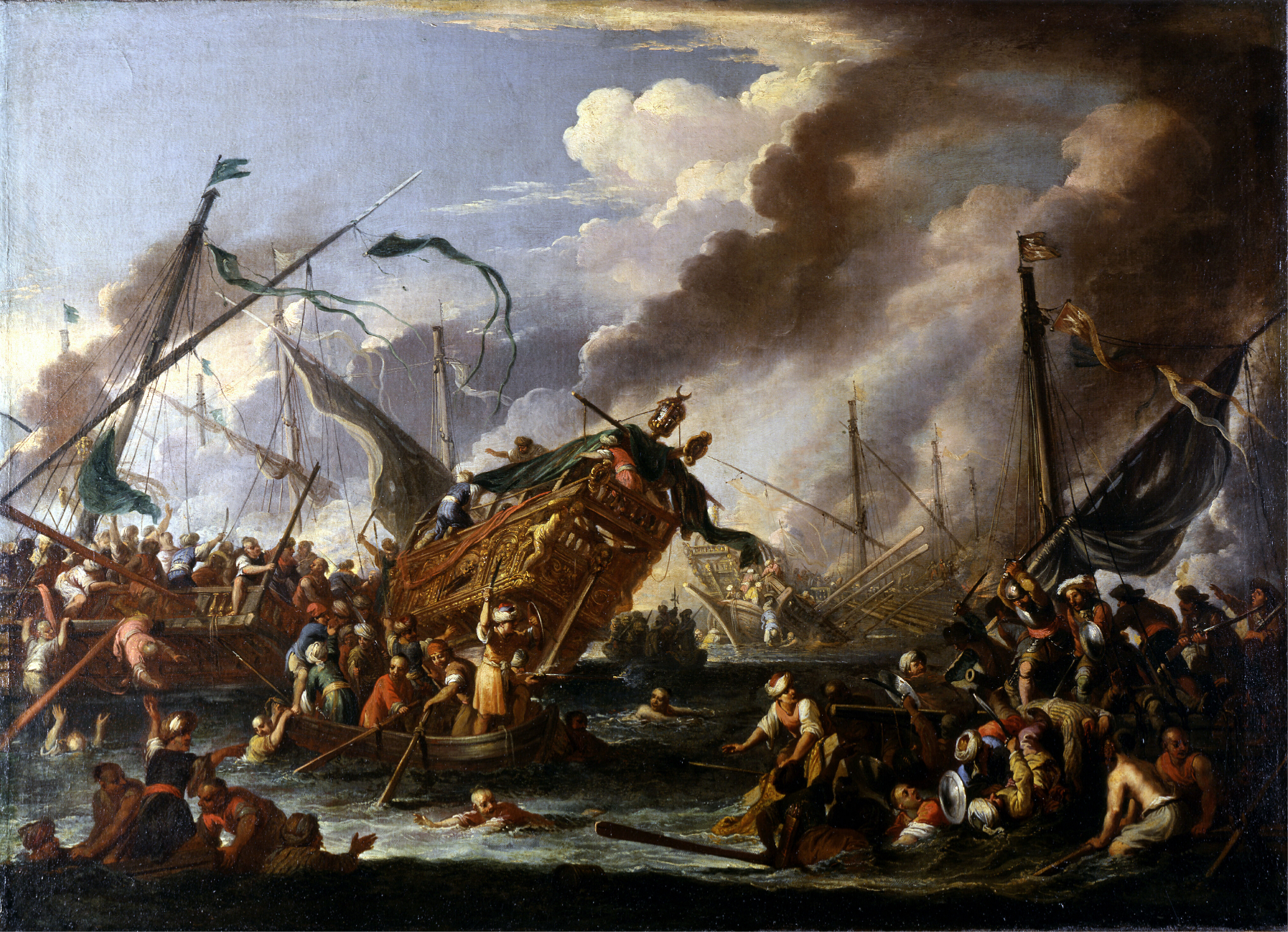
Seeschlacht zwischen den Spaniern und Türken